# Louis Lynagh

a Compétitions nationales et continentales officielles uniquement.

b Matchs officiels uniquement.
Dernière mise à jour le 27 décembre 2024.
Louis Lynagh, né le 3 décembre 2000 à Trévise (Italie), est un joueur international italien de rugby à XV évoluant au poste d'ailier avec le Benetton Trévise en United Rugby Championship depuis 2024.
Il est le fils de Michael Lynagh, joueur international australien de rugby à XV, et le frère ainé de Tom Lynagh, également joueur de rugby à XV.

## Biographie

### Jeunesse et formation
Né en Italie, mais ayant grandi en Angleterre, Louis Lynagh est le fils du joueur de l'Australie Michael Lynagh qui a été champion du monde en 1991,. Son frère cadet Tom est aussi joueur de rugby à XV.
Il commence le rugby à XV dès l'âge de quatre ans au sein du club de Richmond, puis il rejoint l'Academy (centre de formation) des Harlequins à l'âge de 13 ans.

### Carrière en club
Louis Lynagh fait ses débuts senior lors de la saison 2019-2020.
Il s'illustre dès la saison suivante dans le championnat anglais, inscrivant six essais en onze rencontres. En demi-finale du championnat, en marquant un essai, il permet à son équipe d'arracher la prolongation contre les Bristol Bears, qui menaient 28-0 auparavant et son club s'impose finalement 43-36. Il continue sur sa lancée en menant à la victoire des Harlequins contre Exeter Chiefs en finale avec deux essais en fin de match (40-38). Âgé de 20 ans, il est aussi devenu le plus jeune marqueur d'essai en finale de Premiership.
Lors de la saison suivante, il s'impose comme un joueur important de l'effectif en disputant un total de vingt-huit rencontres, dix-neuf en tant que titulaire, et inscrivant quinze essais.
La saison 2022-2023 est néanmoins plus difficile pour lui, il subit de graves blessures aux genoux et manque la quasi totalité de la saison, ne disputant seulement que trois rencontres à partir d'avril 2023.
En février 2024, il est annoncé qu'il rejoint à l'issue de la saison le Benetton Trévise, où son père a joué auparavant.

### Carrière internationale
Louis Lynagh, éligible pour trois sélections, l'Angleterre, l'Italie et l'Australie, représente l'Angleterre chez les moins de 16 ans, les moins de 18 ans et les moins de 19 ans.
En septembre 2021, il est appelé pour la première fois dans un camp d'entraînement de l'équipe d'Angleterre, ayant impressionné Eddie Jones avec sa capacité d'accélération.
Après l'annonce de son futur transfert au Benetton Trévise survenue en février 2024, il est sélectionné pour la première fois en équipe d'Italie pour préparer la troisième journée du Tournoi des Six Nations 2024,. Le mois suivant, il connaît sa première cape internationale contre l'Écosse lors de la quatrième journée, il inscrit à cette occasion son premier essai et contribue à la première victoire italienne sur son sol dans le cadre du Tournoi depuis 2013.

## Palmarès
- Vainqueur de la Premiership en 2021 avec les Harlequins.